# پیسکووا لهوتا (ناحیه ملادا بولسلاف)
پیسکووا لهوتا (ناحیه ملادا بولسلاف) (به چکی: Písková Lhota) یک منطقهٔ مسکونی در جمهوری چک است که در ناحیه ملادا بولسلاو واقع شده‌است. پیسکووا لهوتا ۴٫۶۷ کیلومتر مربع مساحت و ۵۹۳ نفر جمعیت دارد و ۲۴۹ متر بالاتر از سطح دریا واقع شده‌است.